# Омаров, Магомедрасул Гитиномагомедович
Магомедрасул Гитиномагомедович Омаров (4 августа 2000; Дагестан, Россия) — российский тхэквондист. Чемпион и призёр чемпионатов России. Мастер спорта России международного класса.

## Биография
В ноябре 2017 года в кипрском городе Ларнака стал серебряным призёром первенства Европы среди юниоров 15-17 лет. В июне 2018 года в болгарском Пловдиве стал бронзовым призёром первых открытых Мульти-Европейских игр. В сентябре 2020 года в Екатеринбурге стал бронзовым призёром всероссийской Универсиады. В ноябре 2020 года в Москве стал бронзовым призёром чемпионата России. В сентябре 2021 года в Одинцово во второй раз к ряду стал бронзовым призёром чемпионата России. В конце сентября 2022 года в Нальчике, одолев в финале Рустама Одинаева, стал чемпионом России. В сентябре 2022 года в Майкопее в финале чемпионата России уступил Кадырбечу Даурову. 30 ноября 2023 года ему было присвоено звание мастер спорта России международного класса.

## Достижения
- Первенство Европы по тхэквондо 2017 среди юниоров — ;
- Мульти-Европейские игры 2018 — ;
- Всероссийская Универсиада 2020 — ;
- Чемпионат России по тхэквондо 2020 — ;
- Чемпионат России по тхэквондо 2021 — ;
- Чемпионат России по тхэквондо 2022 — ;
- Чемпионат России по тхэквондо 2023 — ;